# 口裂け女

鳥取県境港市・水木しげるロードに設置されている「口裂け女」のブロンズ像。

口裂け女（くちさけおんな）は、1979年の春から夏にかけて日本で流布され、社会問題にまで発展した都市伝説。2004年には韓国でも流行した。中華圏でも有名。

## 概要
口元を完全に隠すほどのマスクをした若い女性が、学校帰りの子供に 「私、綺麗？」と訊ねてくる。「きれい」と答えると、「……これでも……？」と言いながらマスクを外す。するとその口は耳元まで大きく裂けていた、というもの。「きれいじゃない」と答えると包丁や鋏で斬り殺される。

## 社会問題化と終息
この都市伝説は全国の小・中学生に非常な恐怖を与え、パトカーの出動騒ぎ（福島県郡山市・神奈川県平塚市）や、北海道釧路市・埼玉県新座市で集団下校が行われるなど、市民社会を巻き込んだパニック状態にまで発展した。
1978年12月初めに岐阜県で噂が起こり、マスコミに初めて登場したのは1979年1月26日の岐阜日日新聞とされる。次いで『週刊朝日』1979年6月29日号に記事が掲載され、1978年12月初めに岐阜県本巣郡真正町で、農家の老婆が母屋から離れたトイレに立った際、口裂け女を見て腰を抜かしたという噂が紹介された。
1979年6月21日、姫路市の25歳の女がいたずらで口裂け女の格好をし、包丁を持ってうろつき、銃刀法違反容疑で逮捕された事例もある。
1979年8月、それまで全国を席巻していたこの噂は急速に沈静化した。これは夏休みに入り、子供達の情報交換＝口コミが途絶えたためとされる。

## ルーツ
宝暦4年（1754年）に美濃国郡上藩（現・岐阜県郡上市）での郡上一揆の後に処罰された多くの農民の怨念が、特に犠牲者の多かった白鳥村（現・郡上市）に今なお残っているといわれ、これがいつしか妖怪伝説となって近辺に伝播し、時を経て口裂け女に姿を変えたとの説がある。
また海外では江戸時代に妻の不貞に怒った武士が妻を切り裂いて殺したという風説がある。
また明治時代中期、滋賀県信楽に実在したおつやという女性が、恋人に会うために山を隔てた町へ行く際、女の独り身で山道を行くのは物騒なので、白装束に白粉を塗り、頭は髪を乱して蝋燭を立て、三日月型に切った人参を咥え、手に鎌を持って峠を越えたといい、これが都市伝説のモデルになったとの説がある。同様に岐阜県でも、明治または大正時代に女性が同様の姿で峠を越えて恋人のもとへ通ったという話がある。
前述の新聞記事にもあるように岐阜県を発祥地とする説においては、岐阜では発祥当時、小学校でも比較的裕福な家庭の子供のみが学習塾へ通っていたため、あまり財力のない家庭が子供に塾通いを諦めさせるために「夜道を歩いていると口裂け女に襲われる」と夜の外出を怖がらせた話がルーツとされることが多い。岐阜県本巣市近辺の教育熱心で怖い母親の姿が由来だとも言う説のほか、愛知県で、母親が娘にした話が様々な変化を伴いながら、全国に広まったとする説など諸説ある。ジャーナリスト・朝倉喬司の調査によれば、岐阜県での最初期の噂では、その正体が精神病院からの脱走者として語られており、1970年代に大垣市で座敷牢に閉じ込められていた精神病女性が夜ごとに外出し、精神に異常を来たしているために口紅を顔の下半分に塗りたくり、それを見た人が驚いたという話や、多治見市の著名な心霊スポットのトンネルで精神病の女性が徘徊して子供を脅かしていたという話が元になったといわれ、その後も精神病と口裂け女を結びつける事例の報告は多い。いずれにしても、中京地区、特に岐阜県近辺が発祥である点はほぼ一致している。
岐阜県美濃加茂市では1977年～78年頃、当時事故により搬送された女性が顔面の損傷によるショックで病院を脱走し、それが口裂け女の話題に変化して保育園児を中心に広がった。
1990年代に入り、整形手術や医療過誤などの話題が出るに伴い、再び広まり始め、整形手術に失敗し理性を失った女性が正体であると語られた。
またCIAが噂の広がり方を検証するために流した情報だという説もある。
ほかにも、岐阜県で1968年8月18日に発生した飛騨川バス転落事故現場の川から白骨化した頭蓋骨が発見され、それを復顔したところ口が耳まで裂けており、口裂け女はその亡霊だという説がある。
前述の通り口裂け女の話は韓国でも流行したが、日本統治下にあった頃の朝鮮半島ですでに口裂け女の話があったとの説もある。日本統治下の頃、雪の夜にマスクをした3人の女性が家を訪ね、「誰が一番きれい?」と聞き、1人を選ぶとほかの2人に殺され、マスクをはずすと3人とも口が裂けていた、という話が2001年に採集されている。

## 噂に見る「人物像」

### 容姿
- （1970年代の噂の発祥地ともされる岐阜の岐阜日日新聞の1979年1月26日のコラム記事では、岐阜の子供たちの噂によると）ある女優似の美人、と書かれていた[15]。
- 目はキツネ、声はネコに似ているともいう[16]。
- 赤いベレー帽、赤い服を身につけ、赤いハイヒールを履いているともいう[16]。
  - 血の目立たない真っ赤な服をきている、血の目立つ真っ白い服を着ている、など服装に関する噂も多い。
- 東京都江戸川区では、赤い傘をさしており、この傘で空を飛ぶという[17]。
- 東京都王子では、白いコートを着て、白いブーツを履いているという[16]。
- 東京都多摩川では薄汚い格好という[16]。
- 東京都八王子市や国分寺市では着物姿で、サングラスをかけているという[16]。
- 岡山県岡山市では、片手にツゲの櫛を持っているという[17]。
- 長い鋏や、出刃包丁、鎌[18]、鉈、斧、メスなど複数の刃物を持っているとされ、人目の多い都会では、隠し持つことのできる鋏や鎌、メスなどが多く、田舎では出刃包丁や鉈、斧など殺傷力の高い凶器を好む。

### 通行人に会った際の行動
- 耳まで裂けた口で通行人を食べてしまう、人をどこかへ連れ去ってしまう[19]。
- 「ヨーグルト食べる?」と尋ねる。「食べない」と答えると、自分が口裂け女に食べられる[16]。
- 肩を叩く。うかつに振り向くと切りつけられる。右肩を叩かれたら左、左肩を叩かれたら右から振り向くと避けられる[16]。

### 居場所
- 三軒茶屋や三宮など、地名に「三」のつく場所に多く現れる。
- 体育館のステージの地下室に住みついている[16]。
- 神社に寝泊りしている[16]。
- 学校の保健室にいる、いつもマスクをしている学校医が、実は口裂け女[20]。
- 墓石の置き場所に現れる[16]。

### 口裂け女の姉妹
- 実は口裂け女は三姉妹で、全員口が裂けている。あるいは口が両側裂けているのはひとり、片側だけ裂けているのがひとり、残るひとりはメイクで裂けているようにみせかけているというバリエーションもある。出遭った人が「3人の中で誰が綺麗?」と聞かれ、1人を選ぶと、ほかの2人に殺されるとされる場合も[21]。
- 三姉妹の内、口が裂けているのは本人のみ。かつて3人揃って整形手術をしたが、末の妹のみが失敗して口が裂け、整形に成功した姉2人を羨んでいる内に精神に異常を来たし、子供たちを脅すようになった[22]。
- 三姉妹が同時に交通事故に遭い、2人は死に、1人は生き残ったものの事故で口が裂けた[22]。
- 三姉妹のうちの1人が生まれつき口が裂けていたので、ほかの2人は同情し、1人は自分で口を裂き、もう1人は口紅で口を大きく見せた[16]。
- 山口県下松市では、三姉妹の長女は整形手術の失敗で口が裂け、次女は交通事故で口が裂けた。三女は口が裂けてはおらず、嫉妬した姉たちによって口を裂かれたといわれる[17]。
- 2人姉妹であり、かつて姉が周囲からもてはやされ、妹は落ち込んでいた。母が妹を哀れみ、姉の口をハサミで裂いた[22]。

### 身体能力
- 高速で走ることができ[13][14]、100メートルを6秒[6][18]、12秒で走るともいう[23]。
- 空中に浮く[16]。

### バリエーション
二口女
頭の上にもうひとつの大きな口を持つ。「きれい」と答えた相手には髪の毛をかき分けてその口を見せ、「ブス」と言うとこの口で食べられるという。江戸時代の奇談集『絵本百物語』などに登場する妖怪にも二口女の名があるが、都市伝説の「二口女」は妖怪の二口女に関連するものではなく、あくまで口裂け女の亜種とされる。
赤いマスクの女
韓国に登場する。この「赤」は血や性、生理の象徴であるとされる。
マスクの男
国分寺や八王子で噂された、口裂け女の連れ。
口割れ女
愛媛県、徳島県でいうバリエーション。愛媛では相手に「美人ですか?」と尋ね、答えない相手を包丁で刺し殺す。この話を聞いてしまった者のもとには、3日以内に口割れ女が現れる。徳島では赤いセリカに乗って現れ「私の目はきれい?」と尋ねる。好きなものはべっこうあめではなく地元名産の飴玉。このバリエーションは、地元新聞社が口裂け女を誤ってこの名称で報道したために発祥したといわれる。

## 噂に見る「対処法」
口裂け女から逃げるには様々な方法があると伝えられている。

### 物による対処法
- 広く知られたものにポマードとべっこう飴がある。
  - ポマードと3回（6回とも）続けて唱えると女が怯むのでその隙に逃げられる、というもの。これは、過去に整形手術を受けた時の執刀医が多量のポマードを付けていて、その臭いが嫌いだからとされている。また、ポマードを投げ付けたり、振り掛けたりして退散させる、手に「ポマード」と書いて見せると退散できるともいう[16]。足の裏にポマードと書く方法も伝わる。ただし、一説ではポマードと唱えた場合に、逆に怒らせてしまい、殺されてしまうか口を裂かれてしまうために注意が必要とも言われている。
  - べっこう飴は口裂け女の好物であり、これを与えて夢中でなめている隙に逃げられるというもの。この説は広く浸透し、当時のパソコンゲーム「平安京エイリアン」にも敵を足止めするアイテムとしてべっこう飴が用いられるに至った。
    - 関東地方では、逆に口裂け女はべっこう飴が嫌いなので、飴を投げつけると女が怯み、その隙に逃げることができるともいう[17]。
    - 千葉県我孫子市では、べっこう飴5個なら喜んで、金平糖5個なら逃げ出すともいう[16]。
    - べっこう飴ではなく、ボンタンアメで撃退できるともいう[16]。
- 豆腐を見せると逃げ出す[8]。
  - 逆に豆腐が好物というバージョンの噂もあった[25]。
- 福岡県では口裂け女はスペースインベーダーが好きで、百円玉を投げつけると必死に拾おうとするので、その隙に逃げられる（スペースインベーダー流行期の福岡での噂）[16]。

### 言葉による対処法
- 「ニンニク、ニンニク」と唱えると助かるともいう[22]。
- 「ハゲ、ハゲ」と唱える[16]。
- 手のひらに「犬」と書き、これを見せれば逃げる[22]。
- 「犬が来た、犬が来た」というと逃げ出す[16]。
- 前述の「二口女」に対しては「リキッド、リキッド」と唱えると助かる[24]。

### 逃げ場所
- 建物の2階より上に上がることができないので、2階建て以上の建物に逃げ込む。
- レコード店や化粧品店に逃げ込むと、追って来ない[16]。

### 基本の「私きれい?」の問いに対する対処法
- 「ふつう」と曖昧な返事をして口避け女が迷っている間に逃げる。（1978年頃に京都で流布したパターン）。
- 「綺麗」と答えて裂けた口を見せられてもなお「綺麗ですよ」と言い続けると口裂け女が赤面するのでその隙に逃げる。
- 「綺麗」というよりも「可愛い（系）」と答えると助かる（「可愛い（系）」と答えると口裂け女にとっては説得力あるが故にかなり喜ぶため）。
- 「見た目も綺麗だけど中身も綺麗です」というと「ありがとうございます。あなたが好きです。」と律儀に礼を言われて口裂け女がその場を去る。

### その他
- 血液型がO型の者は襲われない[22]。

## 江戸時代の口裂け女

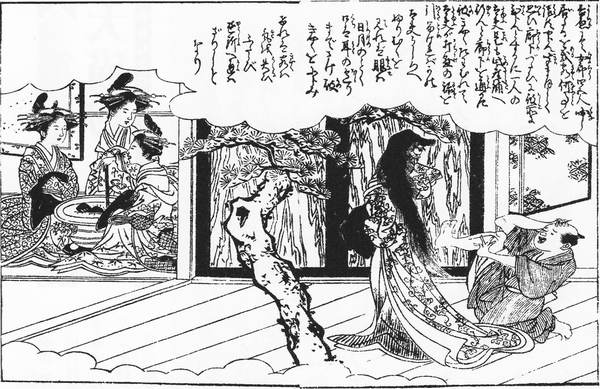
速水春暁斎『絵本小夜時雨』より「吉原の怪女」

江戸時代の怪談集『怪談老の杖』には、江戸近郊に狐が化けた「口裂け女」が現れた、との話がある。
大窪百人町（現・東京都新宿区）で、権助という十代後半の男が雨の中を傘をさして歩いていると、ずぶ濡れの女がいた。権助が傘に入るよう言うと、振り向いた女の顔は、口が耳まで裂けていた。権助は腰を抜かし、気がつけば老人のように歯が抜けた呆けた顔になり、言葉も話せなくなった挙句、息を引き取ったという。
江戸時代の読本『絵本小夜時雨』の記述では、以下のようにある。
吉原遊郭の廊下を歩いていた太夫を客が戯れに引き止めると、振り向いた太夫の顔は、口が耳まで裂けていた。客はそのまま気を失い、その遊郭へ行くことは二度となかったという。

## 影響
口裂け女の噂が流行した1979年には、銀座のホステスの間で、口を手で覆って「私、きれい?」と客に聞くサービスが流行した。客は、「べっこう飴」や「ポマード」と答えなければならなかった。
また、「口裂け女」の単語をもじって、おしゃべりな女性のことを指す「口先女」という言葉も生まれた。